# بيلي كولينز
بيلي كولينز (بالإنجليزية: Billy Collins)‏ (ولد في 22 مارس من عام 1941م) واسمه الكامل ويليام جيمز كولينز. هو شاعرٌ أمريكي عُين شاعراً للبلاط الأمريكي من عام 2001 إلى 2003م. يعد بروفسوراً بارزاً في كلية ليمان التابعة لجامعة مدينة نيويورك وزميل رفيع المستوى ذو أقديمة في معهد الونتر بارك الواقع في فلوريدا. كان يُعرف بأسد الأدب لمكتبة نيويورك العامة عام 1992م ووقع عليها الاختيار ليكون شاعر ولاية نيويورك من عام 2004 إلى عام 2006م.

## سيرة حياته

### السنوات الأولى
ولد بيلي كولينز في مدينة نيويورك وهو ابنٌ لويليام وكاثرين كولينز التي توقفت عن مهنة التمريض لترعى طفلهما الوحيد، وكانت أمه كاثرين غالباً ما تقرأ الشعر عن كل الموضوعات تقريباً وزرعت بهذا في ابنها الصغير حب الكلمات مكتوبةً كانت أو منطوقةً. كان بيلي يدرس في ثانوية آرتشبيشوب ستيبينك الوقعة في مدينة الوايت بلينس وحصل على الشهادة الجامعية في تخصص اللغة الإنجليزية من كلية ذا هولي كروس عام 1963م كما وحصل على شهادتي الماجستير والدكتوراه في تخصص اللغة الإنجليزية كذلك من جامعة كاليفورنيا في مدينة ريفرسايد والتي تتلمذ فيها على يد البروفسور الشاعر والباحث في الأدب الفيكتوري روبرت بيترز. وأسس بيلي وصديقه المحرر المشارك ميشيل شانون مجلة ذا ميد أتلانتك عام 1975م.

### المهنة
يعد بيلي كولينز بروفيسور لغة إنجليزية بارز في كلية ليمان الواقعة في مقاطعة برونكس وكان قد انضم لأعضاء هيئة التدريس فيها عام 1968م ودرّس ما يزيد عن ثلاثين عاماً. وهو أيضاً عضو مؤسس للمجلس الاستشاري للدراسات الإيرلندية الأمريكية في معهد جامعة مدينة نيويورك (CUNY) وتحديداً في كلية ليمان. كما درّس وعمِل كأديب زائر في كلية سارة لورانس في برونكسفيل والواقعة في ولاية نيويورك وشارك في ورش عمل تعليمية في الولايات المتحدة الأمريكية وإيرلندا.

## الجوائز والأوسمة
- عام 1983م، زمالة من مؤسسة نيويورك للفنون.
- عام 1986م، زمالة من مؤسسة الأوقاف الوطنية للفنون.
- عام 1991م، فاز بجائزة سلسلة منشورات الشعر الوطني، (أسئلة حول الملائكة).

## روابط خارجية
- بيلي كولينز على موقع الموسوعة البريطانية (الإنجليزية)
- بيلي كولينز على موقع ميوزك برينز (الإنجليزية)
- بيلي كولينز على موقع أول ميوزيك (الإنجليزية)
- بيلي كولينز على موقع ديسكوغز (الإنجليزية)